# Schpritz
Schpritz ist ein US-amerikanischer Klassiker des Pornofilms von Shaun Costello aus dem Jahr 1977. Bekannt wurde der Film vor allem auf Grund seiner Brutalität, die für Pornofilme aus den 1970er Jahren ungewöhnlich ist. Obwohl Gerard Damiano als Regisseur des Films bezeichnet wird, distanziert er sich heute von diesem Film, in dem weniger pornografische Szenen im Zentrum stehen, sondern der mehr Merkmale eines Psychothrillers aufweist.

## Handlung
Der Film handelt von einem Mann, der Frauen in ihrer Wohnung auflauert, nachdem er sie vorher heimlich beobachtet hat. Hat er eine Frau in seiner Gewalt, zwingt er dieser brutale und erniedrigende Sexualpraktiken auf. Zwei Detektive machen sich erfolgreich auf die Suche nach dem Täter.

## Besonderheiten
- Der Film soll auf einer wahren Begebenheit beruhen.
- Gerard Damiano distanziert sich heute von dem Film und sagt sogar, dass er für ihn nicht verantwortlich ist: „ Der ist nicht von mir.(...) Ich mag den Film nicht. Ich habe ihn angefangen, aber ich habe ihn abgebrochen. Meine Vorstellung davon, was akzeptabel ist und was nicht, hat viel mit dem freien Willen der Agierenden zu tun. Schmerz ist für mich nicht identisch mit Lust. Es ist etwas sehr persönliches. Ich sah meine Vorstellung von dem Film verletzt. [...] Ich kann zu dem fertigen Produkt nichts sagen, da ich es vermieden habe. Sie haben meinen Namen benutzt, ich habe Geld eingestrichen - that's all.“ (Damiano im Splatting-Image-Interview, Heft 15, September 1993)[1]

## Belege
1. ↑  O.Bohn, Meisterwerke des Pornokinos: Waterpower. Kopie bei archive.org